# Championnats d'Europe de dressage 1987
Navigation
Édition précédente Édition suivante
Les championnats d'Europe de dressage 1987, treizième édition des championnats d'Europe de dressage, ont eu lieu en 1987 à Westhampnett, au Royaume-Uni. L'épreuve individuelle est remportée par la Française Margit Otto-Crépin et l'épreuve par équipe par l'Allemagne de l'Ouest.